# Ape africanizzata
L'ape africanizzata, conosciuta popolarmente come ape assassina, è un ibrido intraspecifico di  Apis mellifera scutellata, con varie sottospecie di api europee tra cui Apis mellifera ligustica e Apis mellifera mellifera.
Le api africanizzate nell'emisfero ovest si sono originate da 26 api regine della Tanzania sciamate nel 1957 nel sud del Brasile da alveari introdotti dal biologo Warwick Estevam Kerr, che aveva incrociato api europee con api dell'Africa del Sud.
È stato notato che gli alveari contenenti queste particolari regine fossero particolarmente difesi. Kerr stava tentando di produrre una razza di api che si adattasse meglio alle condizioni tropicali (per esempio, che fossero più produttive in condizioni estreme di umidità e calore) rispetto alle api europee usate in Nord e Sud America. Mentre le api africane originali sono significativamente più piccole di quelle europee, gli ibridi sono simili nella taglia alle api europee, l'unica differenza visibile è data alle ali un po' più piccole. A causa delle variazioni individuali, per distinguere le due razze è necessario esaminare un grande campione.
Gli ibridi di api africanizzate sono diventati il tipo preferito di ape per gli apicoltori dell'America Centrale e dell'area tropicale dell'America del sud per la loro provata produttività.
Comunque, in molte aree l'ibrido africanizzato è stato inizialmente temuto poiché esso tende a mantenere certi tratti comportamentali del suo antenato africano che lo rendono meno desiderabile per l'apicoltura domestica. In dettaglio (paragonata alle api europee), l'ape africanizzata:
- Tende a sciamare più frequentemente.
- È più probabile che migri come risposta stagionale per supplire alla diminuzione di cibo.
- Ha un maggior atteggiamento difensivo quando si trova in uno sciame a riposo.
- Vive più spesso nelle cavità del terreno rispetto al tipo europeo.
- Difende l'alveare aggressivamente, con una zona d'allarme maggiore attorno all'alveare.
- Ha una proporzione maggiore di “guardie” all'interno dell'alveare.

## Difensivismo
Le api africanizzate sono caratterizzate da una maggiore difesa dell'alveare rispetto alle api europee. È più probabile che attacchino una minaccia percepita e, quando lo fanno, attaccano in massa. Questo difensivismo ha fatto guadagnare loro l'appellativo di “api assassine”, la cui appropriatezza è dibattuta e sicuramente amplificata dai media. Nel corso di decenni, molte morti sono state attribuite alle api africanizzate. Il veleno di un'ape africanizzata non è più potente di quello di una normale, ma dal momento che le prime specie tendono a pungere in numero maggiore, il numero delle morti da loro causate è maggiore di quello causato da ogni altra specie. In ogni modo, la reazione allergica al veleno di qualsiasi ape può uccidere una persona, per cui è difficile stimare quante persone in più sono morte a causa della presenza delle api africanizzate.
Molti incidenti umani con le api africanizzate avvengono entro due o tre anni dall'arrivo delle api per poi diminuire. Gli apicoltori possono ridurre grandemente questo problema eliminando le regine con progenie più aggressiva e riproducendo ceppi più miti. Gli apicoltori allevano Apis mellifera scutellata in Sudafrica usando comuni pratiche di apicoltura senza particolari problemi.

## Distribuzione geografica
Dal 2002, le api africanizzate si sono diffuse dal sud del Brasile al nord dell'Argentina, a nord del Sud America, in America Centrale, Trinidad, Messico, Texas, Arizona, New Mexico e nel sud della California. La loro espansione si è fermata per qualche tempo nell'est del Texas, probabilmente a causa del gran numero di api europee presenti nell'area. Comunque, il ritrovamento delle api nel sud della Louisiana mostra che questa specie di ape ha attraversato questa barriera , o vi è arrivata con una nave. Nel giugno 2005 è stato scoperto che le api avevano attraversato i confini del Texas e si erano diffuse nel sud ovest dell'Arkansas. Nell'estate del 2005, le api africanizzate furono scoperte in sei contee della Florida, dove apparentemente sono state presenti abbastanza a lungo per diffondersi in lungo e in largo senza essere scoperte.
Al loro picco di espansione, esse diffondono a nord al ritmo di quasi due chilometri al giorno. Nei climi tropicali esse competono effettivamente con le api europee.
Il loro arrivo nelle regioni del Centro America è una minaccia all'allevamento delle locali api senza pungiglione, la produzione di miele delle api africanizzate, infatti, supera quella delle api locali, e questo spinge gli allevatori a cambiare.
Le api africanizzate sono state generalmente considerate come specie invasive in molte regioni.

## Limiti geografici
Prove recenti mostrano che le api africanizzate sono in grado di resistere agli inverni freddi. Sono state avvistate fino a Kansas City, nel Missouri. Più comunemente si incontrano nel sud, in Messico. Adesso esistono zone geografiche stabili in cui o dominano le api africanizzate, o è presente un misto di api africanizzate ed europee, o dove sono state trovate solo api non africanizzate (come nel sud dell'America del Sud).
Da quando le api africanizzate hanno iniziato a migrare a nord attraverso il Messico, le loro colonie si stanno incrociando con le api europee. Questo sembra portare ad una diluizione del contributo genetico del ceppo africano e ad una graduale riduzione dei loro caratteri aggressivi. Di conseguenza le api africanizzate sono considerate pericolose soprattutto nel sud degli Stati Uniti.
In California sono state documentate sulla costa del Pacifico, all'altezza di Santa Barbara e ci si aspetta che arrivino infine a occupare l'area della baia di San Francisco.  All'interno della Central Valley nel 2004, api africanizzate furono coinvolte in un attacco a Modesto, essendo state precedentemente viste a Bakersfield. I limiti di freddo dell'ape africanizzata hanno spinto gli apicoltori professionisti dalla California meridionale fino alle località dall'inverno più duro del settentrione come Sierra Nevada (US) e del meridione Cascade.

## Difficoltà nella determinazione
Il termine popolare “ape africanizzata” oggi ha solo un limitato significato scientifico poiché non c'è nessuna frazione generalmente accettata di contributo genetico usata per stabilire una divisione.
Mentre le api africane native sono più piccole, e costruiscono celle del favo più piccole, rispetto alle api europee, gli ibridi non sono più piccoli. Essi hanno ali un po' più corte, e che possono essere sicuramente riconosciute solo attraverso un'analisi statistica su micro-misurazioni di un campione consistente. Un problema con questo test deriva dal fatto che anche Apis mellifera lamarckii, presente anche nel sud degli Stati Uniti, ha la stessa morfologia. Inoltre ancora oggi alcuni ricercatori ipotizzano che le regine inizialmente importate fossero di apis mellifera adansonii anziché di scutellata.
Recentemente, i test si sono spostati dalle misurazioni all'analisi del DNA, ma ciò significa che il test può essere svolto solo da un laboratorio sofisticato.

## Il fattore paura
L'ape africanizzata è molto temuta dal pubblico, una reazione che è stata amplificata da film sensazionalistici e da alcuni servizi dei media. Dalla loro introduzione negli USA ci sono state 14 morti per le api africanizzate per un periodo di qualche anno, ciò le rende meno pericolose dei serpenti velenosi. 
Poiché l'ape si diffonde attraverso la Florida, uno stato densamente popolato, le autorità temono che una paura generale possa necessariamente dare adito a sforzi scombinati per combatterla. Il Florida African Bee Action Plan dichiara, "Notizie di attacchi di puntura di massa determineranno preoccupazione ed in alcuni casi panico ed ansia, e faranno sì che i cittadini richiedano alle agenzie ed organizzazioni responsabili di prendere l'iniziativa per aiutare a garantire la sicurezza. Prevediamo una maggiore pressione dal pubblico per vietare l'apicoltura nelle aree urbane e suburbane. Quest'azione sarebbe controproduttiva. Gli apicoltori che mantengono colonie organizzate di api europee sono la nostra migliore difesa contro un'area che si sta saturando di africanizzate. Queste api addomesticate stanno riempiendo una nicchia ecologica che sarebbe presto occupata da meno desiderabili colonie se fosse vacante."

## Effetti dell'allevamento selettivo

### Nell'ape europea (selezione sia naturale che artificiale)
La differenza principe fra le razze europee, le sottospecie di api tenute dagli apicoltori americani ed il patrimonio zootecnico africanizzato è attribuibile all'allevamento selettivo. La più comune razza usata in Nordamerica oggi è l'ape italiana, Apis mellifera ligustica, la quale è stata usata per parecchie centinaia di anni. Gli apicoltori hanno teso ad eliminare le frange feroci, e l'intera razza delle api è stata quindi "ingentilita" dall'allevamento selettivo. Oltre a ciò prima dell'avvento dell'apicoltura l'ape italiana si è evoluta in un ambiente tendenzialmente ricco di risorse e povero di predatori ha fatto in modo di favorire la selezione di api molto laboriose e poco aggressive.

### Nell'ape africana (selezione naturale)
Nell'Africa centrale e meridionale, le api hanno dovuto difendersi da altri insetti aggressivi, così come dalla Mellivora capensis, nome volgare Tasso del miele, un animale che può anche distruggere gli alveari se le api non sono sufficientemente difensive. In aggiunta, non v'era in precedenza una tradizione d'apicoltura, solo di sfruttamento. Quando uno voleva miele, scovava un alveare, spesso su alberi ed uccideva la colonia, per rubare il miele appunto. La colonia che sopravviveva ad animali o uomini era con tutta probabilità la più feroce. Quindi l'ape africana è stata selezionata naturalmente per ferocia.

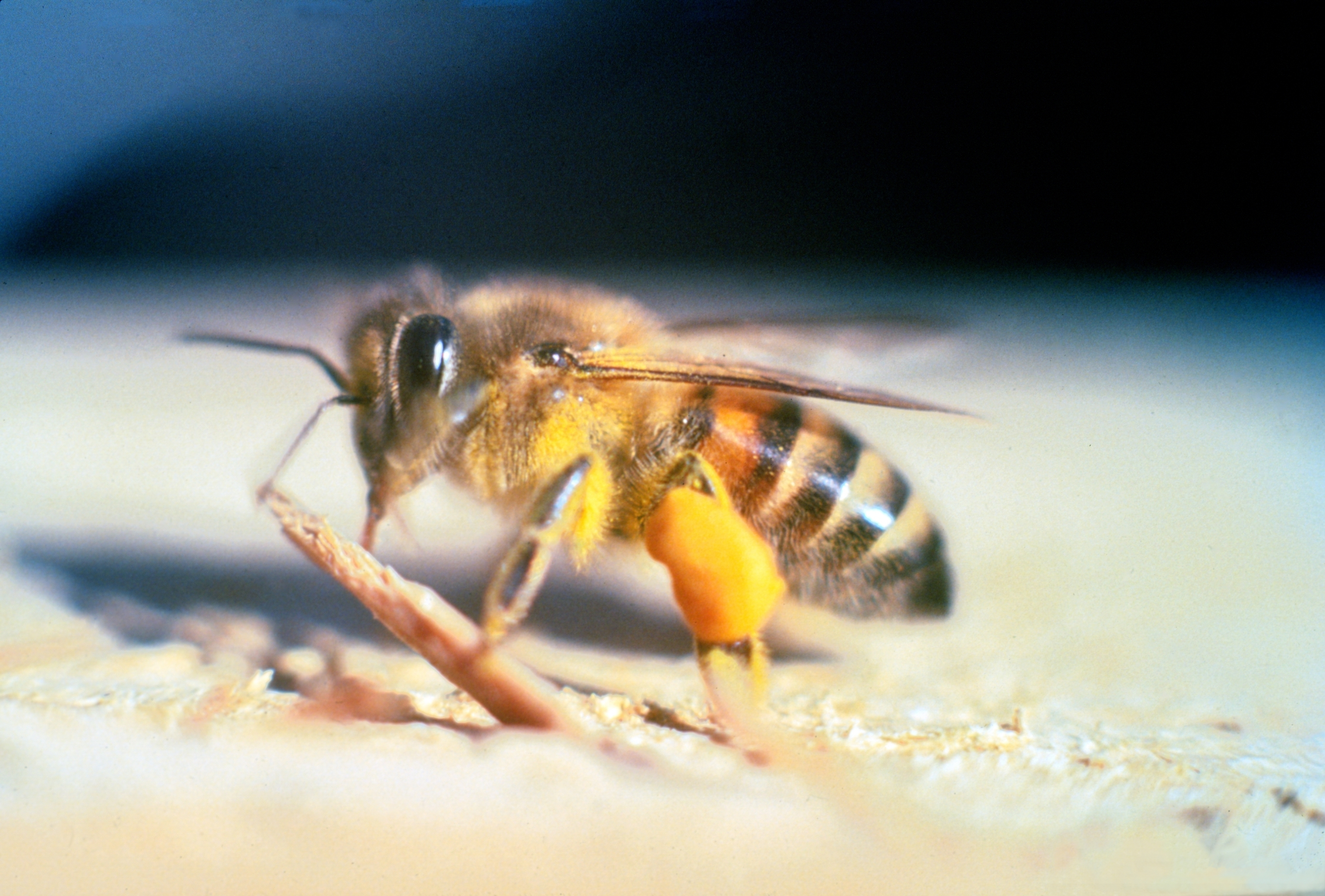
Visione di lato di un'ape da miele africanizzata

## La tradizione
In Brasile, l'ape africana ed i suoi ibridi sono conosciuti come l'ape assassina, per la loro supposta abitudine di impadronirsi di colonie esistenti di api europee. Secondo questa tradizione, la loro regina aspetta fuori mentre parecchie api operaie s'infiltrano nell'alveare portando dentro cibo, dove poi localizzano ed uccidono la regina. La nuova regina poi entra e s'impadronisce dell'alveare.

### Il pericolo per l'apicoltura e l'agricoltura
È stato stabilito che in un alveare parzialmente 'africanizzato' queste aggressive api possono persino 'reclutare' api più miti, in attacchi contro intrusi. Se vera, quest'abitudine può rendere le api africanizzate pericolose in aree dove le api europee sono tenute per scopi agricoli, poiché una regina esistente può essere rimpiazzata senza l'usuale sciamata generale e connessi, condizioni più prontamente osservabili dall'apicoltore. Dato che le api africanizzate rendono l'impollinazione più difficile, sono una minaccia alla produzione di tutte le raccolte che richiedono impollinazione da parte delle api.

## Prove genetiche
Prove per l'accuratezza di tutto ciò possono essere trovate nel fatto che delle api africanizzate in Brasile, circa un terzo hanno DNA mitocondriale indicante un'antenata femmina d'origine africana. Se l'africanizzazione fosse attribuibile solo (o pure principalmente) alla ben nota superiore efficienza nel fare alveari propria dei fuchi (maschi) africanizzati, tale "madre" di DNA sarebbe molto meno prevalente. Sebbene alcune specie di api (così come l'ape del Capo Apis mellifera capensis del Sudafrica) sia noto siano capaci di propagare femmine aggiuntive tramite la deposizione di sempre nuove uova di operaie femmina, ciò non è ritenuto verificarsi né nella A. m. adansonii né nella A. m. scutellata.

## Prove comportamentali
L'Apis mellifera scutellata è famosa per inviare dall'alveare numerosi minuscoli sciami di una regina e solo pochi gregari. Uno sciame tanto piccolo dovrebbe essere incapace di iniziare una nuova colonizzazione da solo, mancando delle operaie necessarie per tutte le operazioni richieste per supportare una regina ad esempio. Per il fatto che questo comportamento è sopravvissuto alla selezione naturale, esso ha probabilmente una qualche utilità alla sopravvivenza ed alla propagazione delle sottospecie. Il supposto comportamento "assassino" di cui sopra è coesistente con questa situazione ed è veramente giustificato nell'ottica di questa stessa.

## Api africanizzate miti
Non tutti gli alveari di africanizzate sono difensivi; alcuni sono abbastanza miti, il che dà un punto di partenza agli apicoltori per allevare un'aggregazione più inoffensiva. Ciò è stato fatto in Brasile, dove gli incidenti per api sono molto meno comuni che durante la prima ondata della colonizzazione delle api africanizzate. Ora che l'ape africanizzata è stata "rabbonita", è considerata l'ape di riferimento per l'apicoltura in Brasile. È meglio adattata ai tropici e così è più in salute e più industriosa che le api europee.

## La gestione della regina nelle aree dell'ape africanizzata
In Messico, dove le api africanizzate sono ben stabilite, gli apicoltori d'impollinazione hanno scoperto che una regina acquistata non-africanizzata e già allevata può essere usata per creare localmente una prima generazione di regine vergini che sono poi allevate in una maniera non controllata con i fuchi locali africanizzati. La prima generazione di regine africanizzate producono api operaie che sono gestibili, non mostrando le reazioni di difesa intense e di massa delle seguenti generazioni. Ciò offre un metodo relativamente economico di condizioni d'apicoltura locale sicura che altrimenti porterebbero velocemente a condizioni rischiose.

## Le "api assassine" nella cultura di massa
Negli anni '70 preoccupazioni riguardo ad una possibile minaccia dell'"ape assassina" agli USA furono sfruttate in numerosi thriller, tra cui il romanzo di Arthur Herzog Lo sciame (The Swarm), riletto nel 1978 in un film di Irwin Allen. Il documentarista e satirista Michael Moore fa riferimento a questa paura popolare nel suo film del 2002 Bowling for Columbine. Nel 2024 la serie tv statunitense 9-1-1 (serie televisiva) sceglie le api assassine come emergenza di apertura nella ottava stagione, in uscita il 26 settembre.